# 国際連合経済社会局
国際連合経済社会局（こくさいれんごうけいざいしゃかいきょく、英語: United Nations Department of Economic and Social Affairs、略称: UN DESA）は、国際連合事務局の一部であり、国連の主要なサミットや会議の補助、そして国連経済社会理事会と、国連総会の第二委員会・第三委員会への公務を担当している。国連経済社会局は、世界各国がその経済・社会・環境の諸課題に対処するための、議題設定と意思決定における援助をしている。そして万人にとっての持続的開発を進める国際協力を支援しており、これは国連総会が2015年9月25日に採択した持続可能な開発のための2030アジェンダと17の持続可能な開発目標（SDGs ）に基づいている。経済社会局は、幅広い分析結果・政策助言・技術援助を提供することで、世界的な経済・社会・環境分野の取り組みを、実際の国の政策や行動へと移し変えている、そして国際的に合意された開発目標への進捗を監視するという重要な役割を果たしている。また UN DESA は、国連開発グループの一員である。

## 背景
国連経済社会局は、国連事務局の一部であり、加盟国からの一定の分担金で成り立っている。経済社会局は、1997年に現在の形に再編された。局を率いるのは劉振民であり、2017年7月26日にアントニオ・グテーレス事務総長が彼を経済・社会問題担当の事務次長に任命したことによる。劉局長は、持続可能な開発の三本柱である社会・経済・環境について事務総長に助言し、SDGs も踏まえて、政府・国連機関・市民社会組織との重要な協力関係を作っている。UN DESA の指揮・管理において事務次長は、経済開発担当事務次長補と、政策調整・機関間連携担当事務次長補の支援を受けている。

## 任務
経済社会局の使命は、最も弱い立場の者に焦点を当てながら、全ての人のための持続可能な開発を促すことである。これは、大国と小国、先進国と途上国における公正と平等という、根本的な課題を反映している。それゆえ必要なのは、政府、国連などの国際機関、市民社会、民間部門といった全ての利害関係者が、経済・社会を良好にするために、自らの役割を果たすことである。.こうして全ての人と国が公平に参加することで、国際連合は唯一のものになり、その共通の開発アジェンダが正当化されるのである。

## 部署
- 経済分析政策部（EAPD）
- 持続可能な開発目標部（DSDG）
- 公共機関・デジタル政府部（DPIDG）
- 統計部
- 持続可能な開発融資課
- 持続可能な開発のための政府間支援調整課
- 人口部
- 包括的社会開発部（DISD）
- 森林フォーラム

## 歴代局長
- ニティン・デサイ（英語版）（1992-2003）
- ホセ・アントニオ・オカンポ（スペイン語版）（2003-2007）
- 沙祖康（中国語版）（2007-2012）
- 呉紅波（中国語版）（2012-2017）
- 劉振民（中国語版） (2017-2022)
- 李軍華（中国語版） (2022-)